# Jiří Adamuška
Jiří Adamuška (* 11. února 1993) je český profesionální fotbalista, který hraje na pozici brankáře za český klub FK Třinec.

## Klubové statistiky
Aktuální k 1. listopadu 2024
| Sezona    | Klub                       | Soutěž         | Zápasy |
| --------- | -------------------------- | -------------- | ------ |
| 2013/2014 | SK Hanácká Slavia Kroměříž | MSFL           | 1      |
| 2014/2015 | FC Zlín B                  | MSFL           | 2      |
| 2015/2016 | FC Zlín B                  | MSFL           | 3      |
| 2015/2016 | FK Třinec                  | Juniorská liga | 5      |
| 2016/2017 | FK Třinec                  | Fortuna liga   | 18     |
| 2016/2017 | FK Třinec–U21              | Juniorská liga | 1      |
| 2017/2018 | FK Třinec                  | FNL            | 24     |
| 2017/2018 | FK Třinec–U21              | Juniorská liga | 4      |
| 2018/2019 | FK Třinec                  | FNL            | 4      |
| 2018/2019 | FK Třinec–U21              | Juniorská liga | 23     |
| 2019/2020 | FK Třinec                  | FNL            | 16     |
| 2020/2021 | FK Třinec                  | FNL            | 11     |
| 2021/2022 | FK Třinec                  | FNL            | 9      |
| 2021/2022 | FK Třinec                  | FNL            | 14     |
| 2022/2023 | FK Třinec                  | FNL            | 11     |
| 2023/2024 | FK Třinec                  | MSFL           | 21     |
| 2024/2025 | FK Třinec                  | MSFL           | 4      |

## Reprezentace
V letech 2009–2010 Adamuška odchytal osm zápasů za české mládežnické reprezentace, z toho jeden na mistrovství Evropy do 17 let.